# Militære Opvisninger paa Fælleden
Militære Opvisninger paa Fælleden er en dansk dokumentarfilm fra 1906 med optagelser filmet af Peter Elfelt.
Filmen viser militærets opvisning på Øster Fælled, hvor der er konkurrencer i bl.a. forhindringsløb og kamptræning til hest, fægtning og tovtrækning.